# Juan Ramón Tejera
Juan Ramón Tejera Pérez, más conocido como Juan Tejera (Montevideo, Uruguay; 23 de febrero de 1956), es un entrenador uruguayo de fútbol. Dirigió varios clubes importantes uruguayos tales como Racing, Fénix, Cerro, Defensor Sporting y Boston River.

## Estadísticas como entrenador
Actualizado al 24 de junio de 2021
| Equipo            | País    | Año       | PJ  | V  | E  | D  | Efect  |
| ----------------- | ------- | --------- | --- | -- | -- | -- | ------ |
| Racing            | Uruguay | 2013      | 15  | 6  | 6  | 3  | 53.33% |
| Fénix             | Uruguay | 2013-2014 | 22  | 10 | 4  | 8  | 51.51% |
| Cerro             | Uruguay | 2014      | 10  | 3  | 2  | 5  | 36.67% |
| Defensor Sporting | Uruguay | 2015-2016 | 25  | 9  | 6  | 10 | 44%    |
| Racing            | Uruguay | 2018-2019 | 25  | 10 | 4  | 11 | 45.33% |
| Boston River      | Uruguay | 2020-2021 | 25  | 7  | 4  | 14 | 33.33% |
| Total             | Total   | Total     | 122 | 45 | 26 | 51 | 43.99% |